# Fårö församling
Fårö församling är en församling i Norra Gotlands pastorat i Nordertredingens kontrakt i Visby stift i Svenska kyrkan. Församlingen ligger i Gotlands kommun i Gotlands län.

## Administrativ historik
Församlingen bildades genom utbrytning ur Bunge församling, senast 1324. Församlingen utgjorde till 1962 ett eget pastorat, för att från 1962 vara annexförsamling i pastoratet Bunge, Fårö, Fleringe och Rute. Från 2010, när Rute och Fleringe församlingar uppgick i Bunge församling, så bildade Fårö församling till 2014 pastorat med enbart Bunge församling. Från 2014 ingår församlingen i Norra Gotlands pastorat.

## Kyrkor
- Fårö kyrka
- Gotska Sandöns kapell